# Wilhelm Blase (Politiker, 1876)
Wilhelm Carl Blase (* 17. November 1876 in Bremen; † 29. Januar 1946 in Bremen) war ein Bremer Bürgerschaftsabgeordneter (SPD).

## Biografie

### Familie, Ausbildung und Beruf
Wilhelm Blase wurde am 17. November 1876 als Sohn des Arbeiters Carl Heinrich Blase (1841–1913) und seiner Ehefrau Christine Margarethe Elisabeth geb. Rolfs (1841–1924) in Bremen geboren. Er besuchte die Volksschule und verdiente sich danach als Hilfsarbeiter auf dem Bau. Nach einer beruflichen Fortbildung wurde er Maschinist und Heizer in Bremen. Im Ersten Weltkrieg diente er von 1914 bis 1916 als Unteroffizier. 1919 war er  Stellvertretender Leiter der Bremer Stadtwehr; Von 1919 bis 1924 arbeitete er als Angestellter der Bremer Lebensmittelkommission zur gerechten Verteilung der Lebensmittel. 1924 war er kurze Zeit beim Statistischen Amt beschäftigt und danach von 1924 bis 1933 als Angestellter der Bremer Sparzentrale.
Er war seit dem 22. November 1902 mit Johanne Christine Louise geb. Meyer (1882–1936) verheiratet. Die Eheschließung fand in Bremen statt. Sein gleichnamiger Sohn war der Bremer Senator für das Bauwesen Wilhelm Blase (1909–1994, SPD).
Wilhelm Blase starb am 29. Januar 1946 um 19:00 Uhr in seiner Wohnung in der Hermannstraße 53 in Bremen im Alter von 69 Jahren. Er wurde wie auch später sein Sohn auf dem Riensberger Friedhof beerdigt.

### Politik
Blase wurde Mitglied der SPD und der Gewerkschaft. Anfang der 1920er Jahre war er Vorsitzender der MSPD in Bremen und danach bis 1930 Distriktführer der SPD in Bremen.
Er war 1919/20 Mitglied der Bremer Nationalversammlung und von 1921 bis 1930 Mitglied der Bremischen Bürgerschaft. Er war zudem 1906 Mitgründer des sozialdemokratisch orientierten Konsumvereins Vorwärts in Bremen.